# Ben O'Connor
Ben O'Connor   (Subiaco, 25 de novembre de 1995) és un ciclista australià que actualment milita a l'equip Decathlon-AG2R La Mondiale. En el seu palmarès destaquen algunes etapes en curses d'una setmana i, sobretot, una etapa a cadascuna de les tres Grans Voltes: al Giro d'Itàlia de 2020, al Tour de França de 2021 i a la Vuelta a Espanya de 2024.

## Palmarès
- 2016
  - 1r al New Zealand Cycle Classic i vencedor d'una etapa
- 2017
  - Vencedor d'una etapa a la Volta a Àustria
- 2018
  - Vencedor d'una etapa al Tour dels Alps
- 2020
  - Vencedor d'una etapa a l'Étoile de Bessèges
  - Vencedor d'una etapa al Giro d'Itàlia
- 2021
  - Vencedor d'una etapa al Tour de França
- 2022
  - 1r al Tour del Jura
  - Vencedor d'una etapa de la Volta a Catalunya
- 2024
  - 1r a la Volta a Múrcia
  - Vencedor d'una etapa a l'UAE Tour
  - Vencedor d'una etapa a la Volta a Espanya
- 2025
  - Vencedor d'una etapa al Tour de França

### Resultats al Giro d'Itàlia
- 2018. Abandona (19a etapa)
- 2019. 32è de la classificació general
- 2020. 20è de la classificació general. Vencedor de la 17a etapa
- 2024. 4t de la classificació general

### Resultats a la Volta a Espanya
- 2019. 25è de la classificació general
- 2022. 8è de la classificació general
- 2024. Guanyador de la sisena etapa

### Resultats al Tour de França
- 2021. 4t de la classificació general. Vencedor de la 9 etapa
- 2022. No surt (10a etapa)
- 2023. 17è de la classificació general
- 2025. 11è de la classificació general. Vencedor de la 18a etapa